# Dębnik (Reszel)
Dębnik (deutsch Damerauwald) ist ein Dorf in der polnischen Woiwodschaft Ermland-Masuren. Es gehört zur Gmina Reszel (Stadt- und Landgemeinde Rößel) im Powiat Kętrzyński (Kreis Rastenburg).

## Geographische Lage
Dębnik liegt in der nördlichen Mitte der Woiwodschaft Ermland-Masuren, drei Kilometer nördlich der Stadt Reszel (deutsch Rößel) und 15 Kilometer westlich der Kreisstadt Kętrzyn (Rastenburg).

## Geschichte
Ursprünglich bestand das einstige Damerauwald lediglich aus einem kleinen Gehöft. Der Ort war bis 1945 ein Wohnplatz der Stadt Rößel (polnisch Reszel) im gleichnamigen Landkreis in der preußischen Provinz Ostpreußen. 1885 zählte Damerauwald 8, 1910 immerhin 9 Einwohner.
1945 kam der Ort in Kriegsfolge mit dem gesamten südlichen Ostpreußen zu Polen und erhielt die polnische Namensform „Dębnik“. Heute ist er Sitz eines Schulzenamtes (polnisch Sołectwo) und als solches eine Ortschaft im Verbund der Stadt- und Landgemeinde Reszel (Rößel) im Powiat Kętrzyński (Kreis Rastenburg), bis 1998 der Woiwodschaft Olsztyn, seither der Woiwodschaft Ermland-Masuren zugehörig. Im Jahre 2011 zählte Dębnik 68 Einwohner.

## Kirche
Bis 1945 war Damerauwald in die evangelische Kirche Rößel in der Kirchenprovinz Ostpreußen der Kirche der Altpreußischen Union sowie in die katholische St.-Peter-und-Paul-Kirche Rößel im damaligen Bistum Ermland eingepfarrt.
Heute gehört auch Dębnik zur katholischen Pfarrkirche in Reszel, die nunmehr dem Erzbistum Ermland zugeordnet ist. Evangelischerseits besteht die kirchliche Verbindung zur Johanneskirche Kętrzyn in der Diözese Masuren der Evangelisch-Augsburgischen Kirche in Polen.

## Verkehr
Dębnik liegt an der Woiwodschaftsstraße 590, die den nordwestlichen Powiat Kętrzyński durchzieht und ihn mit dem Powiat Olsztyński (Kreis Allenstein) verbindet. Eine Anbindung des Ortes an den Schienenverkehr besteht nicht.